# Halálos iramban
A Halálos iramban (eredeti cím: The Fast and the Furious) 2001-ben bemutatott német–amerikai bűnügyi akciófilm, melyet Rob Cohen rendezett. A főszerepet Paul Walker, Vin Diesel, Michelle Rodriguez és Jordana Brewster alakítja. A film a Halálos iramban filmsorozat első része.
A filmet az Amerikai Egyesült Államokban 2001. június 22-én mutatták be a mozikban, Magyarországon november 1-jén a UIP-Dunafilm forgalmazásában. Bevételi szempontból jól teljesített. A film költségvetése becslések szerint 38 millió dollár volt, és a bruttósított bevétele világszerte több mint 207 millió dollár lett. A kritikusok a Rotten Tomatoeson 53%-ra, a Metacriticen pedig 58%-ra értékelték a filmet.
A forgatási munkák többek között Dél-Kaliforniában zajlottak, Los Angeles részein.

## Cselekmény
Los Angeles környékén megnő a kamionrablások száma, ami a helyi rendfenntaró egységet aggodalommal tölti el, mivel félnek, hogy a kamionosok az önbíráskodást választják. Ennek az ügynek a megoldására jelentkezik Brian O'Conner (Paul Walker), aki Brian Earl Spilner álnév alatt elkezd egy tuningboltban dolgozni és folyamatosan Toretto-ék büféjébe jár reggelizni, annak ellenére, hogy nem tartja jó minőségűnek az ottani tonhalat. 
Az utcai versenyek vezéralakja Dominic Toretto (Vin Diesel), aki az üzletben is jelen van és a húga, Mia (Jordana Brewster) szolgálja ki Brian-t. Az egyik ilyen alkalommal a csapat többi tagja, Letty Ortiz (Michelle Rodriguez), Jesse (Chad Lindberg), Leon (Johnny Strong) és Vince (Matt Schulze) is jelen vannak. Utóbbi nem nézi jó szemmel, hogy Brian Mia-val ilyen jól elbeszélget, ennek a vége egy bunyó lett, aminek Dom vet véget. Ezután ráparancsol Brian-re, hogy ne jöjjön többet a büféjébe, sőt, még a munkahelyéről is ki akarja rúgatni.
Az elbocsájtásra nem kerül sor, mivel Harry (Vyto Ruginis) keze meg van kötve, de ettől függetlenül nem dícséri meg Brian-t. Egy kisebb vita után utóbbi vesz tőle két nagy Nitrós palacskot, amit beszerel a saját autójába, egy Mitsubishi Eclipse-be. Aznap este nagy versenyt szerveznek, amin Brian is részt akar venni. A szokásoktól eltérve nem pénzt ad, hanem a forgalmiját dobja be (ez annyit jelent, hogy ha az illető veszít, akkor az autója a győztesé lesz). A verseny elindul, de a vége felé a Nitró kezd problámassá válni Brian számára, annyira nem bírja a sebességet, hogy kipördül, és végül Dom nyeri meg a versenyt. Brian később ér célba, akit Dom egy ideig próbál megleckéztetni, de megjelennek a rendőrök, úgyhogy menekülniük kell. Dom-ot csapata szinte teljesen elárulja, Brian menekíti ki a biztos letartóztatás elől. Ekkor egy kicsit összerázódnak, de elkapja Dom egyik ellensége, Johhny Tran (Rick Yune), aki nem nézi jó szemmel, hogy Dom az ő területükön járkál. Ennek margójára fel is robbantják Brian kocsiját.
Ezután taxival utaznak Dom házához, ahova ő Brian-t is behívja, mivel megmentette őt, bár a csapat többi tagja, különösen Vince nem örül ennek. Ezek után Mia-val beszélget, aki megmutatja neki, mit is tud a volán mögött.
Másnap Brian jelentést tesz a kollégáinak, akiktől még időt kér, plusz egy új autót is. Ekkor jön képbe egy leharcolt Toyota Supra, amit Dom-ék eleinte leszólnak, ám amint Jesse benéz a motorháztető alá, beleegyeznek abba, hogy restaurálják. Főleg, mivel Brian még tartozik Dom-nak egy autóval. Ezalatt Brian Dom ellenségeit, Tran-éket kezdi el gyamusítani, de pár rajtaütés után kiderül, hogy nincs közük ehhez. Később Hector-t (Noel Gugliemi) gyanusítja, de ekkor társasága akad: Dom és Vince. egy kis faggatózás után kifigyelik Tran-ék garázsát, de meglepetésükre nem találnak motort az autókban (mint kiderült, az egyik alkalmazottjuk eladta őket).
Idővel elkészült a Supra, még bőven időben a bőrmérkőzés nevű eseményre. Brian és Dom elviszik egy próbakörre a gépet, amikoris megaláznak egy Ferrari-t, majd megállnak Malibu-ban egy étteremben. Dom ekkor veszi észre Brian-en, hogy valami nem stimmel vele. Ő ezt megpróbálja elfedni azzal, hogy rossz napja van, de valójában kételkedik abban, hogy mit is akar valójában, elkapni Toretto-ékat, vagy segíteni nekik. Úgy érzi, hogy Dom-ék jobban megbecsülik őt, mint a felettesei, de ettől függetlenül Brian faggatózni kezd, hogy mi is megy a háttérben. Dom persze nem mond semmit, amíg ki nem derül, hogyan teljesít a versenyeken.
Elérkezik a bőrmérkőzés, amin rengeteg versenyző vesz részt. Például Tran is, aki Jesse-vel fogad az autójában. Jesse veszít, ezért elmenekül. Tran ezután Dom-ot okolja, amiért FBI ügynökök törtek a családjára. Egy rövid verekedést követően egy ideig elválnak útjaik. Még aznap este egy újabb kamion kirablására készülnek, ám ezúttal szinte mindenkinek rossz előérzete van, legfőképp Mia-nak. Brian ekkor lövi le előtte az inkognitóját, és tudatja vele, hogy rendőr és Dom-ékra a szokásosnál is nagyobb veszély vár.
Amikor a csapat kirabolná a kamiont, a sofőr egy sörétes puskával támad rájuk, Vince-t súlyosan meg is sebesíti, Letty-t pedig leszorítja az útról. Brian és Mia utól érik őket, és nagynehezen leszedik Vince-t a kamionról. Az elsősegély ellátás fontossága miatt Brian felfedi álcáját a többiek előtt is, rendőrként hív mentőhelikoptert. Ezek után mindenki visszamegy Los Angeles-be, Leon és Letty nyom nélkül eltűnik. Brian-t Dom fenyegeti egy fegyverrel, de eldobja azt, mikor Jesse megjelenik. Őt nem sokkal később Tran-ék kivégzik, ezért Brian és Dom utánuk erednek. Lance-t Dom löki le az útról, Johhny-t pedig Brian lövi le, aki belehalt a sérülésébe. Ezek után még egy negyed mérföldes gyorsulást rendez a két srác, minek végeztével Dom karambolozik egy kamionnal és komoly sérüléseket szenved. Brian, rendőr létének ellenére futni hagyja Dom-ot, akinek odaadja az autóját, és így elmenekül az országból, így jutunk el a következő részhez.

## Szereplők
| Színész            | Szerep                                                             | Magyar hang        |
| ------------------ | ------------------------------------------------------------------ | ------------------ |
| Paul Walker        | Brian O'Conner, Los Angeles-i rendőrnyomozó                        | Bozsó Péter        |
| Vin Diesel         | Dominic „Dom” Toretto, profi utcai versenyző, és a csapat vezetője | Galambos Péter     |
| Michelle Rodriguez | Leticia „Letty” Ortiz, Dom barátnője, és a csapat egyik tagja      | Solecki Janka      |
| Jordana Brewster   | Mia Toretto, Dom húga, nincs benne csapatban                       | Juhász Réka        |
| Rick Yune          | Johnny Tran, Dominic fő riválisa.                                  | Janovics Sándor    |
| Chad Lindberg      | Jesse, Dom barátja, és a csapat tagja                              | Moser Károly       |
| Johnny Strong      | Leon, Dom barátja, és a csapat tagja                               | Hegedüs Miklós     |
| Matt Schulze       | Vince, Dom gyerekkori barátja, és a csapat tagja                   | Ifj. Jászai László |
| Ted Levine         | Tanner, Los Angeles-i őrmester                                     | Horányi László     |
| Ja Rule            | Edwin, a gyorsulási verseny egyik sofőrje                          | Damu Roland        |
| Vyto Ruginis       | Harry, a Racer Edge Chop Shop tulajdonosa                          | Szinovál Gyula     |
| Reggie Lee         | Lance Nguyen, Johnny Tran unokatestvére, aki kiütötte Domot        | Szatmári Attila    |
| Thom Barry         | Bilkins, FBI-ügynök                                                | Faragó András      |
| Noel Gugliemi      | Hector, a verseny szervezője, ahol Dom és Brian részt vett         | Fesztbaum Béla     |